# Igor' Vladimirovič Šatrov
Igor' Vladimirovič Šatrov (Kiev, 20 febbraio 1918 – Mosca, 25 febbraio 1991) è stato un regista sovietico.

## Filmografia parziale

### Regista
- Giovani amari (1968)
- Minuta molčanija (1971)